# Ángela Grassi
Ángela Grassi (Crema, 2 de agosto de 1826 - Madrid, 17 de septiembre de 1883) fue una escritora romántica española del siglo XIX.

## Biografía

### Juventud
Ángela Grassi nació en Cromá, Italia el 2 de agosto de 1826, hija de Lucía Techi y el músico Juan Grassi, quienes se casaron después de la conquista del Véneto por las tropas de Napoleón en 1805. En 1829, la familia se trasladó a España cuando Juan Grassi consiguió un puesto de músico en el teatro de Santa Cruz, en Barcelona. Esta experiencia llegaría a ser un tema importante en las futuras obras de Grassi en forma de la nostalgia que siempre tenía por su 'paraíso perdido,' su patria italiana. Durante estos años, la vida artística del padre influyó mucho en el pensamiento de su hija, quien aprendió a tocar el arpa y el piano a los once años. También, Ángela Grassi estudió geografía, retórica, literatura, arte francés e italiano y se licenció de maestra. La intensidad de sus estudios fue poco común para una mujer de la época.

### Vida artística
En 1837, la fundación del Liceo barcelonés causó muchos problemas para el teatro de la Santa Cruz, dada la rivalidad iniciada con este nuevo teatro lírico. En consecuencia, la familia Grassi decidió mudarse a Madrid. En aquel entonces, Grassi ya había tenido cierto éxito gracias a la publicación de varias de sus obras teatrales; en Barcelona, había iniciado su carrera como escritora cuando se estrenó en el que más tarde sería el Teatro Principal de la Ciudad Condal su drama romántico Lealtad a un juramento o Crimen y expiación. Al año siguiente, junto con su hermano Carlos Grassi (1818-1886), compositor operístico de cierto renombre, publicaron Il proscrito d'Altermburgo, un drama lírico en tres actos con música de Carlos y libreto de Ángela.
En Madrid, Ángela conoció a su futuro marido, Vicente Cuenca, periodista y crítico de música, que poco después de casarse enfermó y Grassi tuvo que cuidarlo por muchos años.
Premiada en 1866 por su novela Las riquezas del alma, ganó su ingreso en la galería de escritores españoles contemporáneos y en 1875 le fue ortogado el Premio Rodríguez Cao por su obra más melodramática, La gota de agua. Grassi recibió mucha atención internacional cuando su libro de lecturas instructivas, Palmas y laureles (1876) se hizo obligatorio en las escuelas públicas de la República de Venezuela. También, adquirió su propia revista, El Correo de la Moda, de su hermano en 1867 y ella la dirigió entre los años 1867 y 1883. Grassi se dedicaba a escribir mucho para las revistas literarias, y sobre todo para El Correo de la Moda. Ella también participaba con frecuencia en El Pensamiento, La Ilustración Católica y La Violenta. La mayor parte de sus artículos y folletines en estas publicaciones se caracterizaban por su apoyo de los valores conservadores dada la nueva mentalidad social de la época y la censura de las publicaciones periódicas femeninas. Las novelas populares de Grassi, Los juicios del mundo (1882-1884) y El favorito de Carlos III (1884-1887), fueron publicadas por primera vez en las páginas de El Correo de la Moda, al igual que las reimpresas de El lujo (1881) y Las riquezas del alma (1881-1882).
La muerte de su marido Vicente Cuenca en 1881 coincidió con la venta de El Correo de la Moda, aunque Grassi no dejó de trabajar para el nuevo propietario hasta su muerte, ocurrida en su casa del número 4 de la calle del Espejo, en Madrid, el 17 de septiembre de 1883.

## Contexto histórico

### El romanticismo
El romanticismo, a diferencia de sus tempranas manifestaciones en Alemania, Inglaterra y Francia, no floreció en España hasta la tercera década del siglo XIX por las fuertes raíces católicas del país y la invasión de Napoleón en 1808.
Esto se debe a la gran revuelta de esa época.

### El mercado literario y las revistas para mujeres
El papel de las mujeres en el campo literario también era marcado por las revistas escritas exclusivamente para mujeres desde los 1820s hasta su apogeo en los 1840s y las décadas después. Las revistas de los años 1820 y 1830, tales como el Periódico de las Damas (1822-1823) y El Correo de las Damas (1833-1835), eran escritas por hombres para un público femenino, pero otras no menos populares como El Defensor del Bello Sexo (1845) también empezaban a verse compuestas de artículos y poemas por mujeres.

### Las románticas
Durante la época romántica en España, había una transición a lo largo de la cual la mujer empezaba a conseguir sus propios derechos. Como nos recuerda Susan Kirkpatrick, en un mundo en que la existencia femenina era limitada al mundo doméstico, la mujer era definida por sus relaciones con los hombres y la casa. No era vista como un individuo autónomo, sino como la extensión de su marido, la perfecta casada y el ángel del hogar. O sea, la subjetividad femenina se entendía sólo dentro de la esfera doméstica. Por su parte, Grassi cuestionaba esta imagen patriarcal al reconocer las contradicciones y las relaciones de desigualdad que esa construcción social mantenía. Tanto Grassi como las otras autoras de la época luchaban por subvertir sus roles a través de la literatura. Sin embargo, a pesar de todos estos esfuerzos, el progreso quedaba bastante circunscrito: “… tanto las mujeres como sus producciones poéticas estaban sujetas a fuertes presiones sociales que exigían que se conformasen a ciertas normas,” (Museo Romántico). En otras palabras, durante la época, “por el mero hecho de escribir y dar sus escritos a la prensa, una mujer se exponía al ridículo o la desaprobación” (Museo Romántico). En el caso de Grassi, la literatura le servía como una extensión del alma y un foro para promover la emancipación de la mujer.

### Hermandad Lírica
Pertenece al grupo de escritoras que publicaron en el Pensil del Bello Sexo, suplemento de la revista El Genio dirigida por Víctor Balaguer, que es considerada la primera antología de escritoras españolas. Firmó junto a Amalia Fenollosa, Carolina Coronado, Manuela Cambronero, María Cabezudo Chalons, Josefa Massanés, Robustiana Armiño y Gertrudis Gómez de Avellaneda entre otras. Además mantuvo una relación epistolar con varias de ellas, especialmente con Vicenta García Miranda. Dedicó un poema a Natalia Boris de Ferrant como solían hacer estas escritoras, manteniendo así unos lazos de apoyo mutuo.

## Producción literaria de Grassi
La mayoría de sus obras, casi exclusivamente publicadas en folletines, se caracterizaban por sus tramas amorosas de finales felices. A menudo las historias son didácticas en su afán de predicar los valores tradicionales de la época con digresiones moralizantes. Grassi solía lamentar la pérdida de las costumbres tradicionales, el peligro de una libertad mal entendida y el frío racionalismo de la época que había dejado a la mujer en un estado de desilusión. Grassi colaboró con algunos autores del día — Mesonero Romanos, Hartzenbusch y Antonio Ferrer del Río, quienes fueron los que la animaron a escribir regularmente por la revista Crónica de ambos mundos.
A partir de 1860, ella escribía muchas novelas sentimentales en vez de dedicarse a la poesía y al teatro como en los años anteriores. Ella se adaptaba con facilidad a las nuevas demandas de una sociedad en desarrollo económico y con sus folletines pedagógicos aconsejaba que las mujeres evitaran el avance de las doctrinas francesas y los efectos nefastos del rechazo de la familia. Así, sus obras promovían los vínculos familiares a fin de enseñar la importancia del amor desinteresado. Sin embargo, en algunas de sus obras ella reformulaba sus digresiones hasta confundir sus lecciones morales con transgresiones feministas en que pasajes melancólicos, como los de El primer año de matrimonio, Cartas a Julia y El copo de nieve, parecen cuestionar el tratamiento de la mujer.
Muchos de los temas de las novelas de Grassi, tales como la religión, la maternidad y el amor también son evidentes en sus poemas como "La Fé", "Consejos de una madre á su hija" y "Recuerdos de la Pátria". En 1871 ella publicó una colección titulada Poesías en que todos estos versos salieron unidos y editados. Después de la publicación de este libro Grassi definió su poesía como “páginas arrancadas a la historia de mi vida” “palpitaciones de mi corazón” y “ensueños de mi mente”. Su poesía romántica formó una parte importante de la literatura femenina de la época y la crítica actual sigue celebrando su lirismo subjetivo.
Grassi condenaba las obras de muchos románticos bien respetados, como Byron y Espronceda, pero al mismo tiempo ella participó en este movimiento literario y por tanto el estilo romántico es una parte fundamental de su producción literaria. Grassi usaba su imaginación y sus experiencias personales en la vida para crear lecciones de virtud en sus historias que dignificaban a las mujeres. Sobre todo, Angela Grassi fue una escritora de mujeres y para mujeres. Por lo general sus protagonistas femeninos, las madres, las hijas y las esposas, eclipsan a los personajes masculinos. No obstante, en última instancia, la representación de la mujer en la literatura de Grassi es fundamentalmente tradicional, pese a que sí existen algunos trasfondos feministas que protestan discretamente la injusticia de la sociedad y reivindican los derechos y la dignidad de las mujeres.

## El copo de nieve
El copo de nieve, publicado en forma de folletín en 1876, ejemplifica la escritura de Grassi. Es una novela sentimental con rasgos costumbristas — una "historia breve de lágrimas" según el prólogo de Grassi — que se centra en el contraste de dos mujeres. Clotilde, la protagonista, se siente insatisfecha con la vida doméstica por ideal que sea y quiere escaparse del tedio en busca de sí misma. Juana es la antítesis, una mujer humilde que después de la muerte de sus padres sacrifica todo por su hermano adoptivo, Miguel.
El tono moralizante es bien didáctico, con el fin de "desenmascarar los efectos corruptores de las producciones literarias realizadas por escritores impíos" (Sánchez Llama). A pesar de su postura aparentemente conservadora, Grassi utiliza la yuxtaposición de la mujer sumisa con otra más ambiciosa para arrojar luz sobre las contradicciones inseparables del papel tradicional asignado a la mujer en una sociedad en que quedaba marginalizada.
De acuerdo con las tendencias románticas, Grassi recurre a imágenes de la naturaleza como reflejo de la disposición humana y emplea las técnicas de claroscuro y peripecia. Los temas principales de El copo de nieve incluyen las pasiones engañosas, la abnegación y sobre todo la fugacidad de la felicidad, destacada en las últimas palabras de la novela:
¡No teme a la vejez la que saborea los goces inefables del deber cumplido, la que sabe en qué consiste la poesía de la vida! ¡Dichosa la que refrena su imaginación y sigue las estrechas vías del deber y la prudencia, porque la felicidad es un copo de nieve que si toca al suelo se convierte en lodo! (Grassi)

## Obras

### Novelas
- El último rey de Armenia. Novela histórica. (Detalles desconocidos)
- El bálsamo de las penas. Novela de costumbres. 4 Tomos. Madrid, 1864.
- El lujo. Novela de costumbres. Madrid: Academia Tipográfica, 1865.
- El camino de la dicha. Novela original. Madrid: Imprenta de ‘El Cascabel’, 1866.
- Las riquezas del alma. Novela de costumbres. Madrid: Imprenta de ‘El Cascabel’, 1866. Dos tomos.
- Los que no siembran, no cogen. Madrid: M. Galiano, 1868.
- La dicha de la tierra. Diario de Barcelona, 1868.
- La gota de agua. Madrid: Imprenta de G. Estrada, 1875. Dos tomos.
- El copo de nieve. Novela de costumbres. Madrid: Imprenta de G. Estrada, 1876.
- El capital de la virtud. Novela de costumbres. Valencia: Imprenta Católica, 1877. Dos tomos.
- Marina. Madrid: Imprenta de G. Estrada, 1877. Dos tomos.
- Los juicios del mundo. Novela de costumbres. El Correo de la Moda, 1882-84.
- El favorito de Carlos III. Novela histórica. El Correo de la Moda, 1884-1887.
- Cuentos pintorescos. Barcelona: Bastinos, 1886. Dos tomos. (Fecha del tomo primero desconocido)

### Obras dramáticas
- El príncipe de Bretaña. (Detalles desconocidos)
- Lealtad de un juramento o Crimen y expiación. Barcelona: D. M. Saurí, 1842. Dos tomos.
- Il proscrito d’Altemburgo. Barcelona, Tipografía del Constitucional, 1843.

### Obras poéticas
- Poesías de la señorita doña Ángela Grassi. Madrid: J. Trujillo, 1851.
- Poesías. Madrid: M. Campo-Redondo, 1871.

### Otros trabajos
- Rafael o los efectos de una revolución. (Detalles desconocidos)
- Los últimos días de un reinado. (Detalles desconocidos)
- El heroísmo de la amistad o los Condes de Rocaberti. Barcelona: Mayol y Cfa, 1842. Dos tomos.
- Manual de urbanidad para uso de la juventud de ambos sexos. Madrid, Calleja, López y Rivadeneyra, 1862.
- El primer año de matrimonio. Barcelona: Salvador Manero, 1877.
- Palmas y laureles. Barcelona: Bastinos, 1884.